# Округ Бјуканан (Мисури)
Округ Бјуканан (енгл. Buchanan County) је округ у америчкој савезној држави Мисури.

## Демографија
По попису из 2010. године број становника је 89.201, што је 3.203 (3,7%) становника више него 2000. године.
| Група             | 2000.          | 2010.          |
| Белци             | 78.406 (91,2%) | 76.937 (86,3%) |
| Афроамериканци    | 3.751 (4,4%)   | 4.662 (5,2%)   |
| Азијати           | 386 (0,4%)     | 722 (0,8%)     |
| Хиспаноамериканци | 2.086 (2,4%)   | 4.674 (5,2%)   |
| Укупно            | 85.998         | 89.201         |